# 花园街街道 (张家口市)
花园街街道，是中华人民共和国河北省张家口桥东区下辖的一个乡镇级行政单位。

## 行政区划
花园街街道下辖以下地区：
东河沿社区、宣化路社区、怡安街社区、花园街社区、宝善街社区、建设东街社区、建设里社区和商务街社区。